# 6月3日 (旧暦)
旧暦6月3日（きゅうれきろくがつみっか）は、旧暦6月の3日目である。六曜は友引である。

## できごと
- 安元3年(ユリウス暦1177年7月1日） - 鹿ケ谷の陰謀: 俊寛が逮捕される[要出典]。
- 正慶元年/元弘2年（ユリウス暦1332年6月26日） - 討幕運動が露見し逮捕された日野俊基が鎌倉の葛原岡で処刑された。
- 応永10年（ユリウス暦1403年6月23日） - 相国寺の七重塔が落雷のため焼失する。
- 天正10年（ユリウス暦1582年6月22日） - 魚津城の戦い: 魚津城にこもっていた中条景泰らが切腹して魚津城を開城し、戦いが終結。柴田勝家ら織田軍・北陸担当部門が北陸を制圧。
- 天正10年（ユリウス暦1582年6月22日） - 夜、備中高松城の戦いで備中在陣中の羽柴秀吉のもとに本能寺の変の知らせが届く。
- 慶長15年（グレゴリオ暦1610年7月22日） - 加藤清正が名古屋城天守一円を普請する。
- 元和10年（グレゴリオ暦1624年7月18日） - 秋田藩の佐竹義宣がキリシタン33人を処刑する。
- 慶安4年（グレゴリオ暦1651年7月20日） - 井伊直孝、酒井忠勝、松平信綱、阿部忠秋、松平乗寿らが大奥を巡察して、不用の建物をことごとく取り壊させる。
- 嘉永6年（グレゴリオ暦1853年7月8日） - 黒船来航: アメリカ海軍所属の東インド艦隊艦船(黒船)4隻が、江戸湾浦賀湾に来航。マシュー・ペリー提督によってアメリカ合衆国大統領国書が江戸幕府に渡され、翌年日米和親条約締結に至る。

## 誕生日
- 明治3年（グレゴリオ暦1870年7月1日） - 坂田三吉、将棋棋士（+ 1946年）
- 明治5年（グレゴリオ暦1872年7月8日） - 佐佐木信綱、歌人・佐佐木幸綱の祖父（+ 1963年）

## 忌日
- 正慶元年/元弘2年（ユリウス暦1332年6月26日） - 日野俊基、廷臣・鎌倉幕府討幕計画の中心人物
- 延慶3年（ユリウス暦1491年7月9日） - 彦竜周興、禅僧・漢詩人。